# Верх-Сыра
Верх-Сыра — деревня в Пермском районе Пермского края. Входит в состав Лобановского сельского поселения.

## География
Деревня расположена на правом берегу реки Сыра.

## Население
| 2010 |
| ---- |
| 1    |

## Топографические карты
- Лист карты O-40-77 Юг. Масштаб: 1 : 100 000. Состояние местности на 1983 год. Издание 1985 г.